# Las horas del verano
Las horas del verano es una película francesa escrita y dirigida por Olivier Assayas y protagonizada por Charles Berling, Juliette Binoche y Jérémie Renier. Es la segunda en una serie de películas producidas por el Museo de Orsay, precedida por El vuelo del globo rojo del taiwanés Hou Hsiao-Hsien.

## Sinopsis
Hélène Berthier ha dedicado su vida a preservar en su casa de Valmondois la colección de obras de arte del siglo XIX que perteneciera a su tío, el artista Paul Berthier. Tras su repentina muerte, sus tres hijos deben decidir cómo ocuparse de este legado. Frédéric, economista, es el único que vive en Francia y quiere conservar la casa de campo, mientras que sus dos hermanos, Adrienne, diseñadora de éxito en Nueva York, y Jérémie, empresario establecido en China, optan por venderla.

## Reparto
- Edith Scob: Hélène.
- Charles Berling: Frédéric.
- Juliette Binoche: Adrienne.
- Jérémie Renier: Jérémie.
- Isabelle Sadoyan: Eloïse.
- Dominique Reymond: Lisa.
- Valérie Bonneton: Angela.
- Kyle Eastwood: James.
- Alice de Lencquesaing: Sylvie.
- Emile Berling: Pierre.

## Estreno
- Francia: 5 de marzo de 2008.
- España: 14 de noviembre de 2008.
- Argentina: 22 de enero de 2009.
- Uruguay: 1 de mayo de 2009.

## Premios y nominaciones
| Año  | Premio                                                      | Categoría                            | Resultado |
| ---- | ----------------------------------------------------------- | ------------------------------------ | --------- |
| 2009 | Premios César                                               | Mejor actriz de reparto (Edith Scob) | Nominada  |
| 2009 | Círculo de críticos de cine de Nueva York                   | Mejor película extranjera            | Ganadora  |
| 2009 | Asociación de críticos de cine de Los Ángeles               | Mejor película en lengua extranjera  | Ganadora  |
| 2009 | Sociedad de críticos de cine de Boston                      | Mejor película en lengua extranjera  | Ganadora  |
| 2009 | Asociación de críticos de cine de Chicago                   | Mejor película en lengua extranjera  | Nominada  |
| 2009 | Asociación de críticos de cine del área de Washington D. C. | Mejor película extranjera            | Ganadora  |
| 2009 | Asociación de críticos de cine del Sureste                  | Mejor película en lengua extranjera  | Ganadora  |
| 2010 | Premios Chlotrudis                                          | Mejor reparto                        | Nominada  |
| 2010 | Sociedad Nacional de Críticos de Cine                       | Mejor película en lengua extranjera  | Ganadora  |
| 2010 | Sociedad de Críticos de Cine Online                         | Mejor película en lengua extranjera  | Nominada  |
| 2010 | Círculo de críticos de cine de Vancouver                    | Mejor película en lengua extranjera  | Ganadora  |